# Augustin-François Croichet
Augustin François Croichet est homme politique français né le 27 août 1742 à Poligny (Jura) et décédé le 31 juillet 1822 à Poligny.
Directeur des poudres et salpêtres à Poligny, il est député du Jura de 1791 à 1792, siégeant dans la majorité.

## Sources
- « Augustin-François Croichet », dans Adolphe Robert et Gaston Cougny, Dictionnaire des parlementaires français, Edgar Bourloton, 1889-1891 [détail de l’édition]